# Stanisław Pużyński
Stanisław Pużyński (ur. 23 kwietnia 1936 w Augustowie, zm. 8 listopada 2015 w Warszawie) – polski psychiatra i neurolog. Profesor doktor habilitowany nauk medycznych.

## Życiorys
W 1953 rozpoczął studia na Wydziale Lekarskim Akademii Medycznej w Białymstoku, od 1958 był zastępcą asystenta w Zakładzie Anatomii Patologicznej, w 1960 otrzymał dyplom ukończenia studiów i rozpoczął pracę w Szpitalu dla Nerwowo i Psychicznie Chorych w Choroszczy. W 1961 ukończył staż podyplomowy i został asystentem w Klinice Psychiatrycznej, w 1963 uzyskał specjalizację I stopnia w dziedzinie psychiatrii oraz stopień doktora nauk medycznych, w 1964 został starszym asystentem. W 1965 uzyskał specjalizację II stopnia w zakresie psychiatrii i został adiunktem, W 1968 habilitował się, recenzentami pracy byli prof. Stanisław Cwynar i Tadeusz Bilikiewicz. W 1970 objął stanowisko wicedyrektora Instytutu Psychiatrii i Neurologii w Pruszkowie, w 1973 nadzorował przeniesienie tej instytucji do nowej siedziby przy ulicy Jana Sobieskiego w Warszawie. Od 1975 do 2002 zasiadał w Komisji Leków, późniejszej Komisji Rejestracji Środków Farmaceutycznych i Materiałów Medycznych przy Ministrze Zdrowia, zaś od 2005 w Komisji Środków Leczniczych Urzędu Rejestracji Leków. W 1987 uzyskał tytuł profesora zwyczajnego nauk medycznych. Całe życie zawodowe poświęcił psychiatrii, a szczególnie badaniom nad depresją i zaburzeniom zachowania. Był autorem i współautorem wielu podręczników i poradników oraz publikacji dotyczących psychiatrii. Stanisław Pużyński był założycielem i kierownikiem II Kliniki Psychiatrycznej Instytutu Psychiatrii i Neurologii w Warszawie (1971–2005), był również organizatorem pierwszego w Polsce Oddziału Chorób Afektywnych oraz wieloletnim konsultantem krajowym ds. psychiatrii (1991–2005), dyrektorem Instytutu Psychiatrii i Neurologii (1991–2001), a także przewodniczącym Komisji Etyki Polskiego Towarzystwa Psychiatrycznego. W 2006 przeszedł na emeryturę.
W 2001 został odznaczony Krzyżem Komandorskim Orderu Odrodzenia Polski.
Pochowany na starym cmentarzu na Służewie przy ul. Fosa.

## Dorobek naukowy
Był promotorem dwudziestu przewodów doktorskich, trzech habilitacji, a jeden z jego studentów został profesorem. Ukazało się ok. 420 publikacji jego autorstwa, 12 monografii i podręczników.

## Członkostwo
- honorowy członek Polskiego Towarzystwa Psychiatrycznego;
- członek Rady Towarzystwa Popierania i Krzewienia Nauk,
- członek Towarzystwa Naukowego Warszawskiego - Wydział V Nauk Medycznych,
- członek korespondent Polskiej Akademii Umiejętności - Wydział V Lekarski[5],
- członek Rady Naukowej Instytutu Psychiatrii i Neurologii w Warszawie (od 1970 roku), przewodniczący (2003–2007),
- członek Rady Naukowej Instytutu Farmakologii im. Jerzego Maja PAN w Krakowie (1990–2007),
- członek Komitetu Bioetyki PAN (2011–2014),
- członek Komitetu Patofizjologii Klinicznej PAN;
- członek Komitetu Terapii Doświadczalnej PAN (1982–2007),
- członek Odwoławczej Komisji bioetycznej przy Ministrze Zdrowia (2000–2014)[6].

## Wybrane publikacje
- "Depresje" (PZWL 1980, 1988),
- "Psychiatria" tom. I (współautorzy A. Bilikiewicz, J. Rybakowski i J. Wciórka, Wyd. Medyczne Edra Urban & Partner, 2002, 2012),
- "Dylematy współczesnej psychiatrii. Problemy kliniczne, etyczne, prawne" (Wydawnictwo ENETEIA, 2015).
- "Depresje i Zaburzenia Afektywne" (1996, 1998, 2002, 2005),
- "Leki Psychotropowe" (1996),
- "Leksykon Psychiatrii" (1993),
- "Zasady Rozpoznawania i Leczenia Zaburzeń Psychicznych" (red. wspólnie z M. Beręsewicz 1993),
- "Psychofarmakologia Doświadczalna i Kliniczna" (red. wspólnie z prof. W. Kostowskim) (1980, 1986, 1996),
- "Leki Psychotropowe w Terapii Zaburzeń Psychicznych" (2002),
- "Leki Przeciwdepresyjne" (2005).